# Dhoraji
Dhoraji ist eine Stadt im indischen Bundesstaat Gujarat.
Die Stadt ist der Teil des Distrikt Rajkot. Dhoraji hat den Status einer Municipality. Die Stadt ist in 12 Wards (Wahlkreise) gegliedert.

## Geschichte
Dhoraji wurde von Kumbhaji II. von Gondal von dem Fürstenstaat Junagadh in der Mitte des 18. Jahrhunderts erworben. Mit der Ankunft der Eisenbahn wurde ein neuer Teil der Stadt Dhoraji zwischen dem Bahnhof und der Altstadt mit breiten Alleen, Straßenkreuzungen, Parks, Basaren und öffentlichen Gebäuden geplant. Die Stadt ist damit ein gutes Beispiel für die Stadtplanung einer indischen Stadt während der britischen Herrschaft.

## Demografie
Die Einwohnerzahl der Stadt liegt laut der Volkszählung von 2011 bei 84.545. Dhoraji hat ein Geschlechterverhältnis von 953 Frauen pro 1000 Männer und damit einen für Indien üblichen Männerüberschuss. Die Alphabetisierungsrate lag bei 81,8 % im Jahr 2011. Knapp 63 % der Bevölkerung sind Hindus, ca. 36 % sind Muslime und ca. 1 % gehören einer anderen oder keiner Religion an. 10,2 % der Bevölkerung sind Kinder unter 6 Jahren.